# Ceratothoa atherinae
Ceratothoa atherinae is een pissebed uit de familie Cymothoidae. De wetenschappelijke naam van de soort is voor het eerst geldig gepubliceerd in 1891 door Gourret.